# Lis Beyer-Volger
Lis Beyer-Volger, de soltera Elisabeth Wilhelmine Karoline Beyer (27 de agosto de 1906 en Hamburgo; 28 de octubre de 1973 en Süchteln) fue una diseñadora textil, tejedora y artista gráfica alemana. Se formó en la Bauhaus desde 1923 y desarrolló patrones de telas y ropa desde mediados de la década de 1920. En 1928 diseñó una de las pocas prendas de vestir de la Bauhaus, el vestido corto estilo tubo Etuistil.

## Vida y Trabajo
Después de graduarse de la escuela en 1923, Beyer comenzó a estudiar en la Bauhaus en Weimar. Primero completó el curso preliminar con Johannes Itten. Asistió a clases con Wassily Kandinsky y Paul Klee en Weimar. Desde finales de 1923, Georg Muche y la maestra artesana Helene Börner la enseñaron en el taller de tejido de la Bauhaus. En 1925 se fue a Dessau y continuó su formación con Gunta Stölzl. Además de su formación técnica, Beyer también participó en las actividades artísticas de la Bauhaus. Participó en las representaciones teatrales de Oskar Schlemmer y en los festivales de la Bauhaus como cantante y bailarina y confeccionó vestuario escénico. Sirvió como modelo para muchos fotógrafos de la Bauhaus, incluidos T. Lux Feininger, Lotte Beese y Margit Kallin.
El 5 de marzo de 1927, aprobó el examen de oficial como tejedora en la Cámara de Artesanía de Dessau. Para ampliar sus habilidades, asistió en Krefeld a un curso de tres meses en la escuela de teñido. De regreso a Dessau, fundó un taller de teñido en la Bauhaus y, trabajando en el taller de tejido de Gunta Stölzl, comenzó a desarrollar telas de muestra. Diseñó los llamados artículos de jardín para uso industrial y participó en la creación de libros de muestra para muebles y telas para ropa. En 1928 diseñó el vestido azul pálido Bauhaus de algodón y rayón.
En 1929 aprobó el examen de maestra tejedora en la Cámara de Artesanía de Dessau. En marzo de 1929 se hizo cargo de la clase de tejido a mano de la Asociación Central Politécnica de Würzburg. Reestructuró la clase siguiendo las líneas de la Bauhaus y vendió con éxito los productos del taller en los años siguientes.
En 1932 se casa con el arquitecto Hans Volger, a quien conoce en la Bauhaus de Dessau. Como empleado de Walter Gropius, Volger participó en la construcción de las Casas de los Maestros. Después del matrimonio, trabajó como arquitecto independiente mientras estudiaba ingeniería en Karlsruhe. En 1938, Hans Volger asumió el cargo de maestro de obras en Krefeld. 
Lis Beyer-Volger abandonó su actividad profesional en Würzburg y se mudó con su marido a Krefeld. La pareja tuvo dos hijos (Alexander y Elisabeth). Durante la Segunda Guerra Mundial, Beyer-Volger se dedicó principalmente al hogar y a la crianza de los hijos y solo trabajó esporádicamente como tejedora de tapices por cuenta propia. Después de la guerra, la familia vivió en una casa en Krefeld diseñada por Hans Volger, en la que también integró una habitación con un telar para su esposa.
En 1964, después de que Hans Volger se retirara, la pareja se mudó a Bad Krozingen, donde Volger murió en 1973. Poco después de la muerte de su esposo, Lis Beyer-Volger enfermó y murió el 28 de octubre de 1973 en la casa de su hija en Süchteln.
Las obras de Lis Beyer-Volger se exhiben en numerosos museos de arte y diseño, incluido el Archivo Bauhaus de Berlín, las colecciones de arte de Weimar y el Museo de Arte Occidental Moderno de San Petersburgo.